# لا سرنا
لا سرنا (به اسپانیایی: La Serna, Palencia) یک شهرستان در اسپانیا است که در کاستیا و لئون واقع شده‌است.

## خصوصیات
لا سرنا ۱۲٫۳ کیلومترمربع مساحت و ۱۱۳ نفر جمعیت دارد و ۸۶۶ متر بالاتر از سطح دریا واقع شده‌است.